# San Nicolás, Guanajuato kommun
San Nicolás är en ort i Mexiko.   Den ligger i kommunen Guanajuato och delstaten Guanajuato, i den centrala delen av landet, 270 km nordväst om huvudstaden Mexico City. San Nicolás ligger 1 874 meter över havet och antalet invånare är 173.
Terrängen runt San Nicolás är platt åt sydväst, men åt nordost är den kuperad. Runt San Nicolás är det ganska tätbefolkat, med 239 invånare per kvadratkilometer. Närmaste större samhälle är Guanajuato, 16,3 km norr om San Nicolás. Trakten runt San Nicolás består i huvudsak av gräsmarker.